# US Open 1970
Lo US Open 1970 è stata l'90ª edizione dello US Open e quarta prova stagionale dello Slam per il 1970. Si è disputato dal 2 al 13 settembre al West Side Tennis Club nel quartiere di Forest Hills di New York negli Stati Uniti. 
Il singolare maschile è stato vinto dall'australiano Ken Rosewall, che si è imposto sul connazionale Tony Roche in quattro set col punteggio di 2–6, 6–4, 7–6(2), 6–3. Il singolare femminile è stato vinto dall'australiana Margaret Court, che ha battuto in finale la statunitense Rosemary Casals. Nel doppio maschile si sono imposti Pierre Barthes e Nikola Pilić. Nel doppio femminile hanno trionfato Margaret Court e Judy Tegart Dalton. Nel doppio misto la vittoria è andata a Margaret Court, in coppia con Marty Riessen.

## Seniors

### Singolare maschile
Ken Rosewall ha battuto in finale  Tony Roche con il punteggio di 2–6, 6–4, 7–6(2), 6–3.
- È stato il 6º titolo del Grande Slam per Rosewall , il 2° dell'era Open e il suo 2º US Open.

### Singolare femminile
Margaret Court hanno battuto in finale  Rosemary Casals con il punteggio di 6–2, 2–6, 6–1.
- È stato il 20º titolo del Grande Slam per Margaret Court , il 7° dell'era open e il suo 4º US Open.

### Doppio maschile
Pierre Barthes /  Nikola Pilić hanno battuto in finale  Roy Emerson /  Rod Laver con il punteggio di 6–3, 7–6, 4–6, 7–6.

### Doppio femminile
Margaret Court /  Judy Tegart Dalton hanno battuto in finale  Rosemary Casals /  Virginia Wade con il punteggio di 6–3, 6–4.

### Doppio misto
Margaret Court /  Marty Riessen hanno battuto in finale  Judy Tegart Dalton /  Frew McMillan con il punteggio di 6–4, 6–4.

## Juniors
Tornei iniziati nel 1973